# Dániel Tiefenbach
Dániel Tiefenbach (10 agosto 1999) è un calciatore ungherese, centrocampista dell'SW Bregenz.

## Carriera
Tiefenbach è stato acquistato dall'Austria Lustenau  nel 2015, dopo un percorso giovanile dove ha giocato con Altach, Hohenems e San Gallo. Ha esordito in prima squadra il 13 ottobre 2017 nell'incontro di 2. Liga vinto 1-0 contro il Kapfenberger ed ha segnato il suo primo gol il 1º giugno 2019 contro il Wacker Innsbruck II.

## Statistiche

### Presenze e reti nei club
Statistiche aggiornate al 22 dicembre 2023.
| Stagione        | Squadra             | Campionato      | Campionato | Campionato | Coppe nazionali | Coppe nazionali | Coppe nazionali | Coppe continentali | Coppe continentali | Coppe continentali | Altre coppe | Altre coppe | Altre coppe | Totale | Totale |
| Stagione        | Squadra             | Comp            | Pres       | Reti       | Comp            | Pres            | Reti            | Comp               | Pres               | Reti               | Comp        | Pres        | Reti        | Pres   | Reti   |
| --------------- | ------------------- | --------------- | ---------- | ---------- | --------------- | --------------- | --------------- | ------------------ | ------------------ | ------------------ | ----------- | ----------- | ----------- | ------ | ------ |
| 2019-2020       | Austria Lustenau II | RL              | 1          | 0          |                 | -               | -               |                    | -                  | -                  |             | -           | -           | 1      | 0      |
| 2020-2021       | Austria Lustenau II | RL              | 7          | 1          |                 | -               | -               |                    | -                  | -                  |             | -           | -           | 7      | 1      |
| 2017-2018       | Austria Lustenau    | 1L              | 12         | 0          | CA              | 0               | 0               |                    | -                  | -                  |             | -           | -           | 12     | 0      |
| 2018-2019       | Austria Lustenau    | 2L              | 21         | 1          | CA              | 3               | 0               |                    | -                  | -                  |             | -           | -           | 24     | 1      |
| 2019-2020       | Austria Lustenau    | 2L              | 24         | 2          | CA              | 6               | 0               |                    | -                  | -                  |             | -           | -           | 30     | 2      |
| 2020-2021       | Austria Lustenau    | 2L              | 9          | 0          | CA              | 1               | 0               |                    | -                  | -                  |             | -           | -           | 10     | 0      |
| 2021-2022       | Austria Lustenau    | 2L              | 2          | 1          | CA              | 0               | 0               |                    | -                  | -                  |             | -           | -           | 2      | 1      |
| 2022-2023       | Austria Lustenau    | BL              | 15         | 0          | CA              | 0               | 0               |                    | -                  | -                  |             | -           | -           | 15     | 0      |
| 2023-2024       | Austria Lustenau    | BL              | 17         | 0          | CA              | 3               | 1               |                    | -                  | -                  |             | -           | -           | 20     | 1      |
| Totale carriera | Totale carriera     | Totale carriera | 108        | 5          |                 | 13              | 1               |                    | -                  | -                  |             | -           | -           | 121    | 6      |

## Palmarès

### Club

#### Competizioni nazionali
- 2. Liga: 1

Austria Lustenau: 2021-2022